# Creta Forata
La Creta Forata (Crete Forade in friulano) è una montagna delle Alpi alta 2.462 m.
Si trova in Carnia, ed è una cima che fa parte delle Dolomiti Pesarine, nelle Alpi Carniche.
Segna il confine tra i comuni di Prato Carnico a Sud e Sappada a Nord.
Il monte deve il suo nome a un vero e proprio foro che la passa da una parte all'altra.
La via normale, lungo il largo cengione della parete nord, consente di raggiungere la cima con la piccola croce di vetta, dalla quale è possibile ammirare un vasto panorama, che va dalla Fradusta ad O al Mangart ad E, e dagli Alti Tauri a N al golfo di Trieste a S.